# Czarny Las (Couïavie-Poméranie)
Pour les articles homonymes, voir Czarny Las.
Czarny Las est une localité polonaise de la voïvodie de Couïavie-Poméranie et du powiat de Lipno,.